# Ludwig von Holzgethan
Ludwig von Holzgethan (Vienna, 1º ottobre 1800 – Vienna, 12 giugno 1876) è stato un politico e nobile austriaco.

## Biografia
Ludwig Holzgethan entrò nel servizio civile come impiegato nel settore delle imposte nel 1831 e ebbe una lunga carriera. Nel 1846 divenne consigliere nel medesimo settore a Vienna, a Trieste e poi a Linz, divenendo quindi direttore distrettuale dell'amministrazione dell'Innkreis a Ried. Nel 1850 si portò a Verona come consulente finanziario della città. Nel 1852 venne nominato prefetto delle finanze a Venezia e guidò l'amministrazione finanziaria della Lombardia e del Veneto.
Il 4 aprile 1855 a Vienna venne nominato consigliere imperiale e venne insignito dell'Ordine Imperiale di Leopoldo dall'imperatore Francesco Giuseppe I, ottenendo nel 1860 anche la nomina a consigliere privato dello stesso monarca. Il 31 dicembre 1865 ottenne il titolo di barone e divenne membro della Camera dei Signori d'Austria. Divenne quindi sottosegretario di stato, viceministro delle finanze e membro del consiglio di stato.
Nel 1870 l'imperatore gli consegnò il ministero delle finanze austriaco dapprima sotto il primo ministro Alfred Józef Potocki e poi sotto Karl Sigmund von Hohenwart. Dopo le dimissioni di quest'ultimo il 30 ottobre 1871, Holzgethan, che rimase ministro delle finanze fino al 15 gennaio 1872, fu anche primo ministro fino al 25 novembre 1871. Il 15 gennaio 1872 venne nominato da Francesco Giuseppe al ruolo di Ministro delle Finanze dell'impero austro-ungarico e tale rimase fino alla sua morte nel 1876; il suo successore come ministro delle finanze fu Sisinio di Pretis-Cagnodo.
L'avvocato amministrativo Georg Holzgethan era suo fratello maggiore.